# منچستر بیبی
منچستر بیبی (به انگلیسی: Manchester Baby) که با نام ماشین آزمایشی در مقیاس کوچک (به انگلیسی: Small-Scale Experimental Machine (SSEM)) نیز شناخته می‌شود، نخستین کامپیوتر الکترونیکی با قابلیت ذخیره برنامه در حافظه بود. این کامپیوتر در دانشگاه منچستر توسط فردریک ویلیامز، تام کیلبرن و جف توتیل ساخته شد و نخستین برنامهٔ خود را در ۲۱ ژوئن ۱۹۴۸ اجرا کرد.
منچستر بیبی، درواقع به عنوان یک تست‌بد برای لامپ ویلیامز، نخستین حافظه دسترسی تصادفی، طراحی شده بود و هدف استفاده از آن به عنوان دستگاه عملیاتی محاسبه‌گر نبود. با این‌که ۵۰ سال بعد، از ین دستگاه به عنوان «کوچک و بدوی» یاد شده، نخستین دستگاهی بود که دارای تمامی عناصر اساسی یک کامپیوتر الکترونیکی دیجیتال مدرن بود. بلافاصله بعد از نمایش موفقیت‌آمیز کارکرد منچستر بیبی، پروژه‌ای برای گسترش آن در قالب یک کامپیوتر عملیاتی با نام منچستر مارک ۱ شروع شد. حاصل این پروژه به نوبهٔ خود نسخهٔ اولیه‌ای از فرانتی مارک ۱ بود که به عنوان نخستین کامپیوتر تجاری همه‌منظوره شناخته می‌شود.
طول کلمه منچستر بیبی ۳۲ بیت بود و حافظه‌اش از ۳۲ کلمه (۱ کیلوبیت، ۱٬۰۲۴ بیت) تشکیل شده بود. تنها دو عملیات تفریق و وارون‌سازی در سخت‌افزار پیاده شده‌بودند و سایر عملیات ریاضی باید در نرم‌افزار پیاده‌سازی می‌شدند. سه برنامه برای این کامپیوتر نوشته شدند. اولین برنامه، با آزمایش تمام اعداد طبیعی از ۲۱۸ (۲۶۲٬۱۴۴) به پایین، بزرگ‌ترین مقسوم‌علیه عدد ۲۱۸ را پیدا می‌کرد. با توجه به این‌که عملیات تقسیم به صورت تفریق‌های متوالی اعمال شده بود، اجرای این برنامه زمان زیادی می‌گرفت که در عمل قابلیت اطمینان کامپیوتر را نشان می‌داد. اجرای این برنامه که از ۱۷ دستورالعمل تشکیل شده بود، حدود ۵۲ دقیقه طول می‌کشید و نیازمند انجام نزدیک به ۳٫۵ میلیون عملیات توسط کامپیوتر بود. به این ترتیب سرعت متوسط پردازنده در حدود ۱٬۱۰۰ دستورالعمل در ثانیه بود.